# Hidenari Mano
Hidenari Mano, född 6 juli 2000, är en japansk simmare.

## Karriär
Vid kortbane-VM 2022 i Melbourne slutade Mano på 19:e plats på 200 meter frisim samt var en del av Japans kapplag som slutade på femte plats på 4×200 meter frisim och sjunde plats på 4×100 meter frisim. Vid VM 2023 i Fukuoka var han en del av Japans kapplag som slutade på nionde plats på 4×200 meter frisim. Vid asiatiska spelen 2022 i Hangzhou, som arrangerades 2023, var Mano en del av Japans kapplag som tog brons på 4×200 meter frisim.
Vid olympiska sommarspelen 2024 i Paris var Mano en del av Japans kapplag tillsammans med Tatsuya Murasa, Katsuhiro Matsumoto och Konosuke Yanagimoto som slutade på sjunde plats på 4×200 meter frisim.